# Svensk nationell datatjänst
Svensk nationell datatjänst (SND) är ett digitalt repositorium vars huvuduppgift är att stödja tillgängliggörande, bevarande och återanvändning av forskningsdata. Tillsammans med ett 30-tal svenska lärosäten och andra forskande organisationer utvecklar SND en nationell infrastruktur för forskningsdata. SND arbetar sedan 2008 på uppdrag av Vetenskapsrådet.
Organisation
Sedan 1 januari 2018 drivs SND av ett konsortium av lärosäten. Konsortiet består idag av Chalmers tekniska högskola, Kungliga Tekniska högskolan, Göteborgs universitet, Lunds universitet, Karolinska Institutet, Stockholms universitet, Sveriges lantbruksuniversitet, Umeå universitet och Uppsala universitet. Göteborgs universitet är värduniversitet och SND:s kontor ligger i Göteborg. SND:s verksamhet finansieras i huvudsak av Vetenskapsrådet och av lärosätena i konsortiet.
Runt SND finns ett nätverk bestående av lärosäten, forskande myndigheter och andra organisationer. SND arbetar med att stötta och utbilda nätverkets medlemmar under arbetet med att etablera stödenheter för forskningsdata.
SND är del av en global rörelse av organisationer och initiativ som arbetar för främja öppen tillgång till forskningsdata (internationellt benämnt som Open Access). SND samarbetar bland annat med RDA (Reseach Data Alliance), CESSDA (Council of European Social Science Data Archives), ICPSR (Inter-university Consortium for Political and Social Research) och DataCite.